# سباه صحابة
سپاه صحابة (بالأردية: سباہ صحابہ) (أي جيش الصحابة) هي منظمة دینیة سياسية باكستانية، تأسست في بدايات الثمانينات من القرن الماضي وهدفها مواجهة التأثير المد الشيعي الديني والسياسي في الداخل الباكستاني بعد الثورة الإسلامية في إيران على يد الخميني 
أسست المنظمة في مدينة جهنك على يد حق نواز جهنكوي. كانت المجموعة ناشطة خصوصا في أفغانستان في عهد نظام طالبان 1996 - 2000 م، ثم عاد قسم من أعضائها إلى الباكستان بعد سقوط طالبان في خريف العام 2001 م. وقد قام الرئيس الباكستاني برويز مشرف بحظر الجماعة في آب/أغسطس 2001 م.